# Хірішень
Хірішень (рум. Hirișeni) — село у Теленештському районі Молдови. Утворює окрему комуну.

## Населення
За даними перепису населення 2004 року у селі проживали 1768 осіб.
Національний склад населення села:
| Національність   | Кількість осіб | Відсоток   |
| ---------------- | -------------- | ---------- |
| молдавани румуни | 1750 16        | 99,0% 0,9% |
| українці         | 1              | 0,1%       |
| росіяни          | 1              | 0,1%       |
| Всього           | 1768           | 100%       |

## Відомі особистості
В поселенні народився:
- Ісраель Гурі (1893-1965) — ізраїльський політичний діяч.